# Günther Haseloff
Günther Haseloff (* 19. Juni 1912 in Rom; † 8. September 1990) war ein deutscher Kunsthistoriker, Prähistoriker und Mittelalterarchäologe.

## Leben
Der Sohn des Kunsthistorikers Arthur Haseloff und der Malerin Ada Haseloff-Preyer sowie der Bruder von Elisabeth Haseloff studierte nach dem Abitur in Kiel zunächst an der dortigen Universität, dann in New York City, Berlin und Bonn. 1936 wurde er in Göttingen mit einer Arbeit zu Psalterillustrationen des 13. Jahrhunderts in England, Frankreich und den Niederlanden promoviert. Im selben Jahr wurde er Assistent am Museum vorgeschichtlicher Altertümer in Kiel, wo er sich am 5. Januar 1943 habilitierte und im Mai 1944 zum Dozenten ernannt wurde. Aus seiner dortigen Tätigkeit entstanden Veröffentlichungen zu Ausgrabungen am Danewerk, über den Galgenberg von Itzehoe und das Nordtor der Stellerburg.
1948 wurde er an der Universität Würzburg planmäßiger außerordentlicher Professor und 1971 Ordinarius für Vor- und Frühgeschichte. Von 1954 bis zur Emeritierung 1980 war er Vorstand des Instituts für Archäologie sowie Vor- und Frühgeschichte, das 1946 gegründet worden war. Sein Nachfolger wurde Walter Janssen.
Haseloffs Hauptforschungsgebiet war das Frühmittelalter. Grundlegend sind seine Studien zur Tierornamentik der Völkerwanderungszeit, zum Tassilokelch sowie zur Geschichte des Emails.

## Veröffentlichungen (Auswahl)
- Hollingstedt. In: Die Heimat. Monatsschrift des Vereins zur Pflege der Natur- und Landeskunde in Nordelbingen. Bd. 46 (1936), Heft 7, Juli 1936, S. 205–210 (Digitalisat).
- Der Tassilokelch (= Münchner Beiträge zur Vor- und Frühgeschichte. 1, ISSN 0580-1435). Beck, München 1951.
- Die germanische Tierornamentik in der Völkerwanderungszeit. Studien zu Salins Stil I (= Vorgeschichtliche Forschungen. 17). 3 Teile. de Gruyter, Berlin u. a. 1981, ISBN 3-11-004760-8.
- Email im frühen Mittelalter. Frühchristliche Kunst von der Spätantike bis zu den Karolingern (= Marburger Studien zur Vor- und Frühgeschichte. Sonderband. 1). Hitzeroth, Marburg 1990, ISBN 3-89398-020-2.